# Tayum, Abra
Tayum là một đô thị hạng năm ở tỉnh Abra, Philippines. Theo điều tra dân số năm 2007, đô thị này có dân số 13.360 người trong 2.688 hộ.

## Các khu phố (barangay)
Tayum được chia thành 11 khu phố (barangay).
| Barangay   | Pop. (2007) |
| ---------- | ----------- |
| Bagalay    | 1.007       |
| Basbasa    | 831         |
| Budac      | 1.280       |
| Bumagcat   | 808         |
| Cabaroan   | 1.276       |
| Deet       | 852         |
| Gaddani    | 1.284       |
| Patucannay | 1.359       |
| Pias       | 1.032       |
| Poblacion  | 2.530       |
| Velasco    | 1.101       |